# ميك ليونز
ميك ليونز (بالإنجليزية: Mick Lyons)‏ هو لاعب كرة قدم ومدرب كرة قدم بريطاني في مركز الدفاع، ولد في 8 ديسمبر 1951 في ليفربول في المملكة المتحدة. شارك مع منتخب إنجلترا لكرة القدم الرديف. أما مع النوادي، فقد لعب مع شيفيلد وينزداي وغريمسبي تاون ونادي إيفرتون.